# 리부셰 샤프란코바
리부셰 샤프란코바(Libuše Šafránková, 1953년 6월 7일 ~ 2021년 6월 9일)는 체코의 배우이다. 1996 체코 사자상 여우주연상 수상자이다.

## 출연 작품
- 호스티지 (2014)
- 더 돈 후안 (2013)
- 더 매직 오브 킹스 (2008)
- 콜리야 (1996)
- 거지의 오페라 (1991)
- 나의 고향 (1985)
- 솔트 & 골드 (1983)
- 신데렐라를 위한 세 개의 너츠 (1973)